# Huy Thành
Huy Thành (20 tháng 2 năm 1928 – 22 tháng 5 năm 2018) là một nhà biên kịch, đạo diễn điện ảnh Việt Nam, nguyên Phó chủ tịch Hội Điện ảnh Việt Nam, Chủ tịch Hội điện ảnh Thành phố Hồ Chí Minh. Được xem là một trong những đạo diễn cách mạng xuất sắc nhất, ông được nhà nước Việt Nam trao tặng danh hiệu Nghệ sĩ nhân dân vào năm 1993 và Giải thưởng Nhà nước vào năm 2007.

## Cuộc đời
Huy Thành tên đầy đủ là Nguyễn Huy Thành, sinh ngày 20 tháng 2 năm 1928 tại Đà Nẵng. Ông theo học tiểu học ở Đà Nẵng và trung học tại Huế. Sau Cách mạng Tháng Tám, ông nhập ngũ và trở thành lính trinh sát tại Bình Trị Thiên. Sau chiến dịch Điện Biên Phủ vào năm 1954, ông tập kết ra Bắc. Đến năm 1957, ông bắt đầu làm việc tại Bộ Văn hóa. Năm 1959, ông thi đỗ và bắt đầu theo học khóa Đạo diễn đầu tiên của Trường Điện ảnh Việt Nam.

## Sự nghiệp

### Đạo diễn
Năm 1964, ông hợp tác cùng Nghệ sĩ nhân dân Trần Vũ để thực hiện bộ phim Làng nổi. Cả hai đồng thời là biên kịch và đạo diễn cho bộ phim. Làng nổi chính thức công chiếu tại Việt Nam vào năm 1965 và sau đó được xuất hiện tại rạp Liên Xô với tên "Добрый дракон". Năm 1966, ông chuyển thể bộ phim Nổi gió từ vở kịch cùng tên của tác giả Đào Hồng Cẩm. Đây là bộ phim đầu tiên của điện ảnh cách mạng Việt Nam làm về Chiến tranh Việt Nam với bối cảnh miền Nam và đã đem về cho ông giải Bông sen vàng đầu tiên tại Liên hoan phim Việt Nam năm 1970. Tuy nhiên, bộ phim đã từng thay vai nam chính khi đã quay được hơn 400 mét phim vì đạo diễn Huy Thành cảm thấy không hài lòng. Cuối cùng, vai này được giao cho Nghệ sĩ nhân dân Thế Anh và trở thành tác phẩm quan trọng trong sự nghiệp của ông.
Năm 1970, bộ phim đầu tiên Huy Thành đạo diễn độc lập ra mắt với tên Mùa than. Bộ phim do chính ông viết kịch bản về cuộc sống ở những mỏ than nguy hiểm trong thời chiến tranh. Ông bắt đầu viết kịch bản từ năm 1966 và hoàn thành nó trong trại sáng tác truyện phim năm 1968 của Xưởng Phim truyện Việt Nam. Năm 1975, ông tiếp tục thực hiện bộ phim Vùng trời với sự hỗ trợ lớn từ Quân chủng Phòng không – Không quân, nhiều cảnh phim ấn tượng được thực hiện bằng cách gắn máy quay lên máy bay. Năm 1977, ông chuyển công tác vào miền Nam, bắt đầu làm việc tại Xưởng phim Tổng hợp Thành phố Hồ Chí Minh. Từ đây, sự nghiệp điện ảnh của ông ghi lại dấu ấn rõ nét với hàng loạt bộ phim như Về nơi gió cát, Xa và gần, Phía sau cuộc chiến.
Từ những năm 2000, ông tập trung vào nhiều công việc khác liên quan đến điện ảnh hơn là trực tiếp đạo diễn một bộ phim. Số ít trong đó là Người học trò đất Gia Định xưa từng được công chiếu tại Liên hoan phim toàn quốc lần thứ 14 năm 2004. Tuy nhiên, bộ phim từng bị lùi ngày quay trong thời gian khá dài vì đoàn làm phim gặp tai nạn khiến diễn viên Công Ninh bị thương ở mặt, hai nhân viên bị chấn thương nặng, máy móc thiết bị vỡ nát. Bộ phim có kinh phí lên đến 1,2 tỷ đồng này vốn được đầu tư để kỷ niệm 300 năm Sài Gòn nhưng lại bị "xếp kho" một thời gian khá dài vì không có đầu ra.

### Hội Điện ảnh
Huy Thành đảm nhiệm Phó Tổng thư ký Hội Điện ảnh Việt Nam (nay là Phó chủ tịch) khóa 3 từ năm 1986 cho đến năm 1995. Năm 2000, ông trở thành Chủ tịch Hội Điện ảnh Thành phố Hồ Chí Minh và giữ vai trò này trong suốt 10 năm cho đến 2010. Bên cạnh công việc làm phim, ông còn là giám khảo cho các lễ trao giải, cuộc thi liên quan đến điện ảnh như Giải Cánh diều, cuộc thi tuyển chọn diễn viên triển vọng. Năm 2012, ông trở thành một thành viên trong Hội đồng cấp Nhà nước xét tặng danh hiệu "Nghệ sĩ Nhân dân", "Nghệ sĩ Ưu tú" tại Việt Nam.
Ngày 22 tháng 5 năm 2018, trong chuyến sang Pháp thăm con gái, đạo diễn Huy Thành đột ngột qua đời, thọ 90 tuổi.

## Tác phẩm
| Năm  | Phim                           | Vai trò   | Vai trò  | Vai trò  | (Đồng) Biên kịch                    | (Đồng) Đạo diễn                 | Chú         | Nguồn         |
| Năm  | Phim                           | Biên kịch | Đạo diễn | Biên tập | (Đồng) Biên kịch                    | (Đồng) Đạo diễn                 | Chú         | Nguồn         |
| ---- | ------------------------------ | --------- | -------- | -------- | ----------------------------------- | ------------------------------- | ----------- | ------------- |
| 1965 | Làng nổi                       | Có        | Có       | Không    | Trần Vũ                             |                                 | [ a ]       | [ 5 ] [ 25 ]  |
| 1966 | Nổi gió                        | Có        | Có       | Không    | Đào Hồng Cẩm                        |                                 |             | [ 26 ] [ 27 ] |
| 1970 | Mùa than                       | Có        | Có       | Không    |                                     |                                 |             | [ 28 ] [ 29 ] |
| 1972 | Người đôi bờ                   | Có        | Có       | Không    | Vũ Lê Mai                           |                                 |             | [ 30 ] [ 31 ] |
| 1975 | Vùng trời                      | Có        | Có       | Không    | Trần Kim Thành                      |                                 |             | [ 32 ] [ 33 ] |
| 1977 | Chị Nhàn                       | Không     | Có       | Không    | Đào Hồng Cẩm                        |                                 | [ b ]       | [ 34 ] [ 35 ] |
| 1977 | Địa chỉ để lại                 | Có        | Không    | Không    | Mai Lộc                             | Mai Lộc                         |             | [ 36 ] [ 37 ] |
| 1977 | Phía Bắc thủ đô                | Có        | Có       | Không    | Trần Kim Thành                      |                                 |             | [ 38 ] [ 39 ] |
| 1979 | Như thế là tội ác              | Có        | Có       | Không    | Thiếu Linh, Ngọc Linh               |                                 | [ c ]       | [ 40 ] [ 41 ] |
| 1980 | Lê Thị Hồng Gấm                | Có        | Có       | Không    | Võ Trần Nhã, Lê Văn Duy             |                                 | [ c ]       | [ 42 ] [ 43 ] |
| 1980 | Cư xá màu xanh                 | Không     | Có       | Không    | Thanh Giang                         |                                 | [ c ]       | [ 28 ] [ 44 ] |
| 1981 | Về nơi gió cát                 | Có        | Có       | Không    |                                     |                                 |             | [ 45 ] [ 46 ] |
| 1984 | Xa và gần                      | Có        | Có       | Không    | Nguyễn Mạnh Tuấn                    |                                 |             | [ 47 ] [ 48 ] |
| 1985 | Lối rẽ trái trên đường mòn     | Không     | Có       | Không    | Nguyễn Mạnh Tuấn                    |                                 |             | [ 49 ] [ 50 ] |
| 1985 | Cho đến bao giờ                | Không     | Có       | Không    | Nguyễn Quang Sáng                   |                                 | [ d ]       | [ 51 ] [ 52 ] |
| 1985 | Campuchia không quên           | Không     | Có       | Không    | Văn Thảo Nguyên                     |                                 | [ e ]       | [ 53 ]        |
| 1986 | Đất lạ                         | Có        | Có       | Không    |                                     |                                 |             | [ 54 ]        |
| 1987 | Thành phố có người             | Có        | Có       | Không    | Bùi Cát Vũ                          |                                 |             | [ 55 ] [ 56 ] |
| 1988 | Về đời                         | Không     | Có       | Không    | Chu Lai                             |                                 |             | [ 28 ] [ 57 ] |
| 1989 | Bóng đen trên mái nhà          | Không     | Có       | Không    | Lê Điệp                             |                                 |             | [ 58 ]        |
| 1990 | Phía sau cuộc chiến            | Có        | Có       | Không    |                                     |                                 |             | [ 59 ] [ 60 ] |
| 1992 | Vua lửa                        | Không     | Có       | Không    | Văn Lê                              |                                 |             | [ 61 ] [ 62 ] |
| 1992 | Yểu điệu thục nữ               | Có        | Có       | Không    |                                     |                                 | [ f ]       | [ 63 ] [ 64 ] |
| 1992 | Hai nửa thương yêu             | Không     | Có       | Không    | - Trần Kim Thành - Doãn Hoàng Giang |                                 | [ g ]       | [ 65 ] [ 66 ] |
| 1992 | Tượng nhà mồ                   | Có        | Không    | Không    |                                     | Văn Lê                          | [ e ]       | [ 67 ]        |
| 1994 | Vườn đào năm ấy                | Không     | Có       | Không    | Trầm Hương, Trần Vịnh               | Trần Vịnh                       |             | [ 68 ]        |
| 1995 | Chân trời nơi ấy               | Có        | Có       | Có       | Dạ Ngân                             | Trần Vịnh                       | [ g ]       | [ 69 ] [ 70 ] |
| 1996 | Tổ quốc tiếng gà trưa          | Không     | Có       | Không    | Nguyễn Quang Sáng                   |                                 |             | [ 71 ] [ 72 ] |
| 2002 | Cây huê xà                     | Không     | Không    | Có       | Phạm Thùy Nhân                      | Xuân Cường                      | [ h ] [ g ] | [ 73 ]        |
| 2003 | Người học trò đất Gia Định xưa | Không     | Có       | Không    | Nhất Mai                            |                                 |             | [ 74 ] [ 75 ] |
| 2003 | Hoa và nước mắt                | Không     | Không    | Có       | Lê Thị Minh Nghĩa                   | Võ Việt Hùng                    | [ g ]       | [ 76 ]        |
| 2004 | Câu chuyện trầu cau            | Không     | Không    | Có       | Tô Hoàng                            | Võ Việt Hùng                    | [ g ] [ i ] | [ 77 ]        |
| 2009 | Đường đua                      | Có        | Không    | Không    |                                     | Nguyễn Trọng Hải                |             | [ 78 ] [ 79 ] |
| 2009 | Tây Sơn hào kiệt               | Có        | Không    | Không    | Cao Đức Trường, Phạm Thùy Nhân      | Lý Huỳnh, Phượng Hoàng, Lý Hùng |             | [ 80 ]        |

## Vinh danh
- Giải thưởng Nhà nước về Văn học Nghệ thuật (2007).[81]

### Danh hiệu
- Nghệ sĩ ưu tú (1984).[82]
- Nghệ sĩ nhân dân (1993).[83]

### Giải thưởng và đề cử
| Năm  | Lễ trao giải                             | Hạng mục             | Tác phẩm                       | Kết quả           | Nguồn         |
| ---- | ---------------------------------------- | -------------------- | ------------------------------ | ----------------- | ------------- |
| 1966 | Liên hoan phim quốc tế Karlovy Vary      | Crystal Globe        | Nổi gió                        | Đề cử             |               |
| 1970 | Liên hoan phim Việt Nam lần thứ 1        | Phim truyện điện ảnh | Nổi gió                        | Bông sen vàng     | [ 84 ]        |
| 1980 | Liên hoan phim Việt Nam lần thứ 5        | Phim truyện điện ảnh | Như thế là tội ác              | Bằng khen         | [ 85 ] [ 86 ] |
| 1983 | Liên hoan phim Việt Nam lần thứ 6        | Phim truyện điện ảnh | Về nơi gió cát                 | Bông sen vàng     | [ 87 ]        |
| 1983 | Liên hoan phim Việt Nam lần thứ 6        | Biên kịch xuất sắc   | Về nơi gió cát                 | Đoạt giải         | [ 88 ]        |
| 1983 | Liên hoan phim quốc tế Moskva lần thứ 13 | Giải thưởng chính    | Về nơi gió cát                 | Đề cử             | [ 89 ]        |
| 1985 | Liên hoan phim Việt Nam lần thứ 7        | Phim truyện điện ảnh | Xa và gần                      | Bông sen vàng     | [ 90 ]        |
| 1985 | Liên hoan phim Việt Nam lần thứ 7        | Phim truyện điện ảnh | Lối rẽ trái trên đường mòn     | Bông sen bạc      | [ 90 ]        |
| 1985 | Liên hoan phim Việt Nam lần thứ 7        | Đạo diễn xuất sắc    | Xa và gần                      | Đoạt giải         | [ 91 ]        |
| 1997 | Giải thưởng Văn học nghệ thuật TP.HCM    |                      | Tổ quốc tiếng gà trưa          | Đoạt giải         | [ 92 ]        |
| 1998 | Giải thưởng Hội Điện ảnh Việt Nam 1997   | Phim truyện nhựa     | Tổ quốc tiếng gà trưa          | Giải khuyến khích | [ 93 ] [ 94 ] |
| 2003 | Giải Cánh diều 2002                      | Phim truyện video    | Cây huê xà                     | Cánh diều bạc     | [ 95 ]        |
| 2004 | Giải Cánh diều 2003                      | Phim truyện điện ảnh | Người học trò đất Gia Định xưa | Đề cử             | [ 96 ]        |
| 2004 | Liên hoan phim Việt Nam lần thứ 14       | Phim truyện điện ảnh | Người học trò đất Gia Định xưa | Đề cử             | [ 97 ]        |
| 2009 | Liên hoan phim Việt Nam lần thứ 16       | Phim truyện video    | Đường đua                      | Bông sen bạc      |               |
| 2009 | Liên hoan phim Việt Nam lần thứ 16       | Biên kịch xuất sắc   | Đường đua                      | Đoạt giải         | [ 98 ]        |

## Gia đình
Vợ ông là bà Bích Vân, họ có hai cô con gái là Sao Kim và Sao Mai. Vì ảnh hưởng của cha mà Sao Mai đã bắt đầu đóng phim từ khi còn nhỏ, bộ phim đầu tiên của cô chính là Về nơi gió cát do Huy Thành đạo diễn.